# Giuseppe Muraro
Giuseppe Muraro (* 1922) ist ein ehemaliger italienischer Skispringer.
Muraro, der die Scuola Sci Asiago besuchte, gewann 1946 die erste italienische Meisterschaft nach dem Zweiten Weltkrieg vor Edy Bibbia und Carlo De Lorenzi.